# Кианкиз (Андроповский район)
Кианки́з — село в Андроповском районе (муниципальном округе) Ставропольского края России.

## География
Расстояние до краевого центра: 56 км.
Расстояние до районного центра: 23 км.

## История
Село основано в 1872 году. До 1907 года называлось хутором Большой Кианкиз (по одноимённой балке). В административном отношении входило в состав села Султановского Александровского уезда, которому принадлежала и земля, занятая хутором. Первыми поселенцами Большого Кианкиза стали овцеводы, переселившиеся сюда в 1860-х годах из Таврической и Екатеринославской губерний и приписавшиеся к сельскому обществу Султановского:207.
В 1878 году (по другим сведениям — в 1897) в хуторе была поставлена деревянная Михаило-Архангельская церковь:208, купленная в Ново-Михайловском.
По данным всеобщей переписи 1897 года, население Большого Кианкиза составляло 1498 человек (из них православных — 1494):43. Согласно «Справочной книге для духовенства Ставропольско-Екатеринодарской епархии» (1901), в хуторе числилось: православного населения 1499 душ обоего пола; 186 дворов; школа грамоты, помещавшаяся в церковной сторожке, и одноклассное училище Министерства народного просвещения, в собственном здании:87.
В 1903 году в селении Кианкизском насчитывалось 242 двора с 1834 жителями (из них коренных — 1393, иногородних — 441):63. В 1909 году село состояло уже из 279 дворов с 2194 жителями; кроме церкви и школы на его территории находились 5 торговых и 6 промышленных предприятий, пожарный обоз, хлебозапасный магазин, 5 колодцев, 8 прудов, а также волостное правление и становая квартира:64—65. Священник Н. Т. Михайлов, составитель «Справочника по Ставропольской епархии» (1910), так описывал Кианкиз начала XX века:207:

Село расположено по балке Большой Кианкиз в одну улицу. Ни родников, ни ручьев, ни колодцев в селе нет. Для питья вода берется из прудов, достаточно загрязненных, или, в лучшем случае, из цистерн, в которых собирается дождевая вода с железных и черепичных крыш. Многие жители имеют огороды, в которых выращивают в небольшом количестве овощи, не требующие особой поливки. Есть попытки к разведению садов, но деревья всех пород растут здесь туго, скоро чахнут и получают вид кустарника вследствие того, что главный ствол быстро стареет и засыхает.— Михайлов Н. Т. Справочник по Ставропольской епархии. — Екатеринодар, 1910
Упоминается в списке населённых мест 1920 года как центр Кианкизской (Киянкизской) волости, в состав которой входили: село Кианкиз; посёлок Киан; хутора Воронежский, Киевский и Нижняя Колония.
В 1923 году в Кианкизе организовано овцеводческое товарищество «Руно».
В 1924 году в результате районирования Ставропольской губернии село вошло в состав Курсавского района, образованного из волостей и населённых пунктов части бывшего Александровского уезда. В январе 1924 года президиум Александровского УИКа постановил определить в селении Кианкизском сельсовет со штатом из 3-х человек, включив в него хутора Верхне-Колонский и Воронежский. Согласно спискам 1925—1926 годов, Кианкизский сельсовет состоял из одного населённого пункта — самого села Кианкизского. По «Списку населённых мест Северо-Кавказского края» за 1925 год, в нём насчитывалось 365 дворов, 2280 жителей, 2 партийные организации, 2 кузницы, маслобойня, ссыпной пункт и 10 прудов:274. По «Поселенными итогами переписи 1926 года по Северо-Кавказскому краю», здесь числилось 424 хозяйства с 2469 жителями:262.
В 1931 году на территории села образовался колхоз «Маяк революции» (с 1948 — им. Жданова).
С августа 1942 года село Кианкиз находилось в оккупации. Освобождено 17 января (по другим данным — 18 января) 1943 года войсками 44-й армии.
В 1954 году колхоз им. Жданова влился в Янкульский колхоз им. Ленина (с 1963 — «Путь Ленина»). Кианкизский сельсовет был ликвидирован, а село Кианкиз передано в Янкульский сельсовет:16. После упразднения Курсавского района (1963) село входило в состав Кочубеевского района Ставропольского края:16. С восстановлением Курсавского района (1970) оно было вновь включено в состав последнего:18.
В 1977 году на базе бригады № 4 колхоза «Путь Ленина» в Кианкизе создан колхоз «Вперёд», со временем вошедший в число лучших предприятий Андроповского района. В 2001 году он был реорганизован в одноимённый сельскохозяйственный производственный кооператив.
До 16 марта 2020 года село входило в упразднённый Янкульский сельсовет.

## Население
| 1897 | 1903  | 1908  | 1909  | 1910  | 1925  | 1926  |
| ---- | ----- | ----- | ----- | ----- | ----- | ----- |
| 1498 | ↗1834 | ↗2176 | ↗2194 | ↗2259 | ↗2280 | ↗2469 |
| 1989 | 2002  | 2010  | 2011  | 2014  |       |       |
| ↘580 | ↗710  | ↘642  | ↗646  | ↗700  |       |       |

Национальный состав
По данным переписи 1926 года, в национальной структуре населения украинцы составляли 93,7 %, великороссы — 5 %, прочие — 1,3 %:262.
По данным переписи 2002 года, преобладающая национальность — русские (75 %).

## Инфраструктура
- Дом культуры.
- Фельдшерско-акушерский пункт[38]
- Общественное открытое кладбище площадью 17 тыс. м²[39].

## Образование
- Детский сад № 15 «Топтыжка».

## Памятники
На юго-восточной окраине села расположен памятник истории регионального значения «Могила неизвестного советского воина, погибшего в борьбе с фашистами» (1942, 1957 годы).